# Littorophiloscia visayensis
Littorophiloscia visayensis là một loài chân đều trong họ Philosciidae. Loài này được Kim & Kwon miêu tả khoa học năm 2002.